# رود تس
رود تس (به لاتین: Tes River) یک رود در مغولستان است که در استان زوخان واقع شده‌است.